# Sprookjesboom (attractie)
Sprookjesboom is een sprookjesattractie in het Nederlandse park de Efteling. De attractie opende op 1 april 2010 en bevindt zich naast De Nieuwe Kleren van de Keizer in het Sprookjesbos.
Het sprookje is naar ontwerp van Karel Willemen en is ingesproken door Hero Muller.

## Verhaal
Sprookjesboom is gebaseerd op de gelijknamige televisieserie van de Efteling.

## Vertraging
De attractie zou geopend worden in de lente van 2009, samen met de attractie Assepoester, maar door hoge kosten en de duizenden kunstbladeren die vervaardigd moesten worden liep het proces vertraging op.

## Trivia
- Het kiezen van de locatie van de boom was een bron van discussie. Er werd aan gedacht om de boom voor de Heksenpoort te plaatsen, zodat het als inleiding kon dienen van het Sprookjesbos, of aan het Openluchttheater of achter De Vliegende Fakir.
- Sinds 1 april 2013 zijn er twintig verhalen aan de attractie toegevoegd en stelt de boom ook vragen aan voorbijkomende kinderen.
- In mei 2020 was de Sprookjesboom tijdelijk defect als gevolg van een lekkage in de besturingskelder. Alle techniek moest vervangen worden.[1] Eind september 2020 kon de attractie weer geopend worden.[2]

Lijst van attracties in de Efteling · Lijst van sprookjes in de Efteling · Afbeeldingen